# Arabščina
Arábščina je semitski jezik, soroden hebrejščini in aramejščini. Knjižni jezik je že več kot 1.500 let in je liturgični jezik islama. Je uradni jezik vseh arabskih in še nekaterih nearabskih afriških držav, Arabske lige, Organizacije islamskega sodelovanja ter eden od uradnih jezikov Organizacije združenih narodov in Afriške unije. Njena narečja govori skupno okoli 225 milijonov ljudi in zaseda četrto mesto med prvimi jeziki. Zapisuje se z arabsko abecedo, na kateri temeljijo tudi številni drugi jeziki, zlasti na območjih z muslimanskim prebivalstvom.

## Delitev
Na zahodu arabščino delimo na:
- klasično arabščino: jezik, v katerem je napisan Koran
- moderno standardno arabščino: jezik v knjigah, medijih,...

Arabci to delitev zavračajo in trdijo, da je oboje isti jezik, čisti arabski jezik, oz. fusha.
V pogovornem jeziku ter dramah, lahkotnejših televizijskih nadaljevankah ipd. se arabščina deli na vrsto regionalnih narečij. Vzrok temu je, da so arabske skupine po veliki širitvi v 7. in 8. stoletju ostale medsebojno izolirane zaradi naravnih pregrad (morja, puščave), prevzemale so vplive najprej podjarmljenih ljudstev (npr. Feničani, Berberi), zatem pa še kolonialnih gospodarjev (npr. Turki, Francozi). Dokaj običajno je, da govorci enega narečja težko razumejo nekatera druga narečja. Ena od izjem je egipčansko narečje, predvsem zaradi priljubljenih filmov in televizijskih nadaljevank iz te države.
Meje med posameznimi narečji so ohlapne in se ne ujemajo z današnjimi mejami držav, ki so tako in tako umetne in posledica kolonialnih delitev. Narečja se v grobem delijo takole:
- narečja Arabskega polotoka:
  - narečje nadžd (Saudova Arabija)
  - jemensko narečje
  - zalivska narečja: zahodna obala Perzijskega zaliva in nekatere manjšine na vzhodni (iranski) strani
- bližnjevzhodna (včasih tudi mezopotamska narečja):
  - libanonsko narečje
  - sirsko narečje
  - palestinsko narečje
  - iraško narečje (sever in jug države)
  - nadždi (Jordanija, deli Saudove Arabije in Sirije)
- magrebska (severnoafriška) narečja:
  - egipčansko narečje
  - sudansko narečje (sega tudi v dele Čada)
  - libijsko narečje
  - hasanija (v Mavretaniji)
  - tunizijsko narečje
  - alžirsko narečje
  - maroško narečje
  - andaluzijsko narečje: izumrlo po rekonkvisti na Iberskem polotoku, pomembno v literarni zgodovini
- malteščina: ta jezik ima korenine v arabščini, vendar danes zaradi precejšnjih vplivov angleščine in italijanščine ter političnih vzrokov velja za samostojen jezik. Poleg tega se za razliko od arabščine zapisuje v latinici.

## Besede arabskega izvora
Zaradi visoko razvite arabske znanosti v srednjem veku in arabskega posredništva med Evropo, Afriko in Indijo so najprej romanski, nato pa še ostali evropski jeziki vključno s slovenščino prevzeli kar nekaj besed, zlasti s področja naravoslovnih ved, npr. matematike, astronomije itd. Večino prevzetih besed lahko prepoznamo po začetnem ali končnem zlogu »al«: alkohol, algebra, algoritem, alkimija, admiral, azimut, zenit, nadir, baobab, albatros, almanah, gazela, žirafa, monsun, sezam idr. Iz arabščine izhajajo tudi imena mnogih zvezd, npr. Betelgeza, Vega, Atair (Altair), Algol, Mizar idr.